# Kazuyoshi Hoshino
Kazuyoshi Hoshino, född 1 juli 1947 i Shizuoka, är en japansk racerförare.

## Racingkarriär
Hoshino körde två formel 1-lopp för Heroes Racing Corporation i mitten av 1970-talet. Han vann formel Nippon 1993.
| Säsong | Stall/Tillverkare                        | Poäng | Placering |
| ------ | ---------------------------------------- | ----- | --------- |
| 1976   | Heroes Racing Corporation (Tyrrell-Ford) | 0     | –         |
| 1977   | Heroes Racing Corporation (Kojima-Ford)  | 0     | –         |